# Mary Prema
Sœur Mary Prema, née Mechthild Pierick le 13 mai 1953 à Reken, en Allemagne, est une religieuse catholique allemande. De 2009 à 2022, elle est supérieure générale des Missionnaires de la Charité, congrégation religieuse fondée par Mère Teresa.

## Biographie
Mechthild Pierick est issue d'une famille rurale de Reken, village de Rhénanie-du-Nord-Westphalie, en Allemagne. En 1980, elle lit une biographie de Mère Teresa, Something beautiful for God, écrite par Malcolm Muggeridge. Touchée par ce qu’elle y découvre, elle cherche à rencontrer Mère Teresa et se rend en Inde pour se joindre aux Missionnaires de la Charité. Elle y reçoit le nom de Mary Prema.
Sœur Mary Prema est pendant plusieurs années la supérieure régionale des Missionnaires de la Charité en Europe, avant d’être rappelée à Calcutta pour y diriger le programme du « Troisième An », dernière année de formation avant la profession religieuse définitive. 
Le 24 mars 2009, sœur Mary Prema est élue supérieure générale de la congrégation, succédant à ce poste à sœur Nirmala. Elle est réélue le 15 mars 2015. Elle quitte ses fonctions en 2022.